# Pitavia
Pitavia es un género con cuatro especies de plantas de flores perteneciente a la familia Rutaceae. 

## Especies seleccionadas
- Pitavia dumosa
- Pitavia punctata
- Pitavia spicata
- Pitaviaster haplophyllus